# Gustave Courbet
Gustave Courbet (Ornans, Francia, 10 de junio de 1819-La Tour-de-Peilz, Suiza, 31 de diciembre de 1877) fue un pintor francés, considerado el principal representante del realismo. Se distinguió por desafiar las convenciones académicas y enfocarse en una representación directa y objetiva de la vida cotidiana, los paisajes y los problemas sociales de su época. Su enfoque provocó controversia, ya que abordaba temas sociales y políticos con un estilo franco y sin adornos. Además de su faceta artística, fue un activista político, particularmente durante la Comuna de París. Estudió en la Academia Suiza, donde se formó en el estudio de las obras de los principales maestros de las escuelas flamenca, veneciana y holandesa de los siglos XVI y XVII.

## Biografía
Nació en Ornans, un pueblo próximo a Besançon, en el Doubs (Francia), cuyo paisaje reflejó en sus cuadros. Fue un gran conocedor de las obras de Marsol. Estudió en Besançon y luego en París (1839). Sus padres deseaban que hiciera la carrera de Derecho, pero al llegar a París se volcó al arte. En 1840 realizó en el Museo del Louvre sus primeras copias de grandes maestros de la pintura.
Visitó Bélgica y Holanda en 1847, descubriendo las pinturas de maestros flamencos como Frans Hals y Rembrandt, que lo marcaron profundamente. 
En 1846 planteó con Bouchon un manifiesto contra las tendencias romántica y neoclásica. El realismo de Courbet, fuertemente influido por los ambientes revolucionarios del siglo XIX, era una protesta contra la estéril pintura academicista y los motivos exóticos del Romanticismo.
Como él, sus amistades eran contrarias al academicismo artístico y literario; entre ellas figuran Baudelaire, Corot y Daumier. A partir de la revolución de 1848, Courbet fue etiquetado de «revolucionario peligroso».
En el estudio de Courbet, se reunían por esa época notables personalidades, como el crítico Jules Champfleury y los poetas Baudelaire, Bainville y Muerguer, el pintor Bonvin y el filósofo Proudhon, quien dedicó al interés humanitario de las pinturas de Courbet el opúsculo Du principe de l'art et de sa destination sociale. El grupo de Courbet se disgregó tras el golpe de Estado de Luis Napoleón Bonaparte en el año 1852, y el pintor retornó a su tierra natal.
En 1855 expuso algunas de sus obras en el Palacio de las Artes de la Exposición Universal de París, pero al ver el rechazo del jurado hacia algunos de sus cuadros, decidió inaugurar una exposición individual ubicada en las proximidades del campo de Marte, a la que bautizó con el nombre de "Pabellón del Realismo". Esta iba a convertirse en una de las primeras muestras de autonomía e independencia artística del siglo, abriendo una vía para las iniciativas de difusión gestionadas por los propios artistas. Entre las obras que exhibió en dicho lugar cabe mencionar El taller del pintor, en el que retrataba a todas las personas que habían ejercido cierta influencia en su vida.

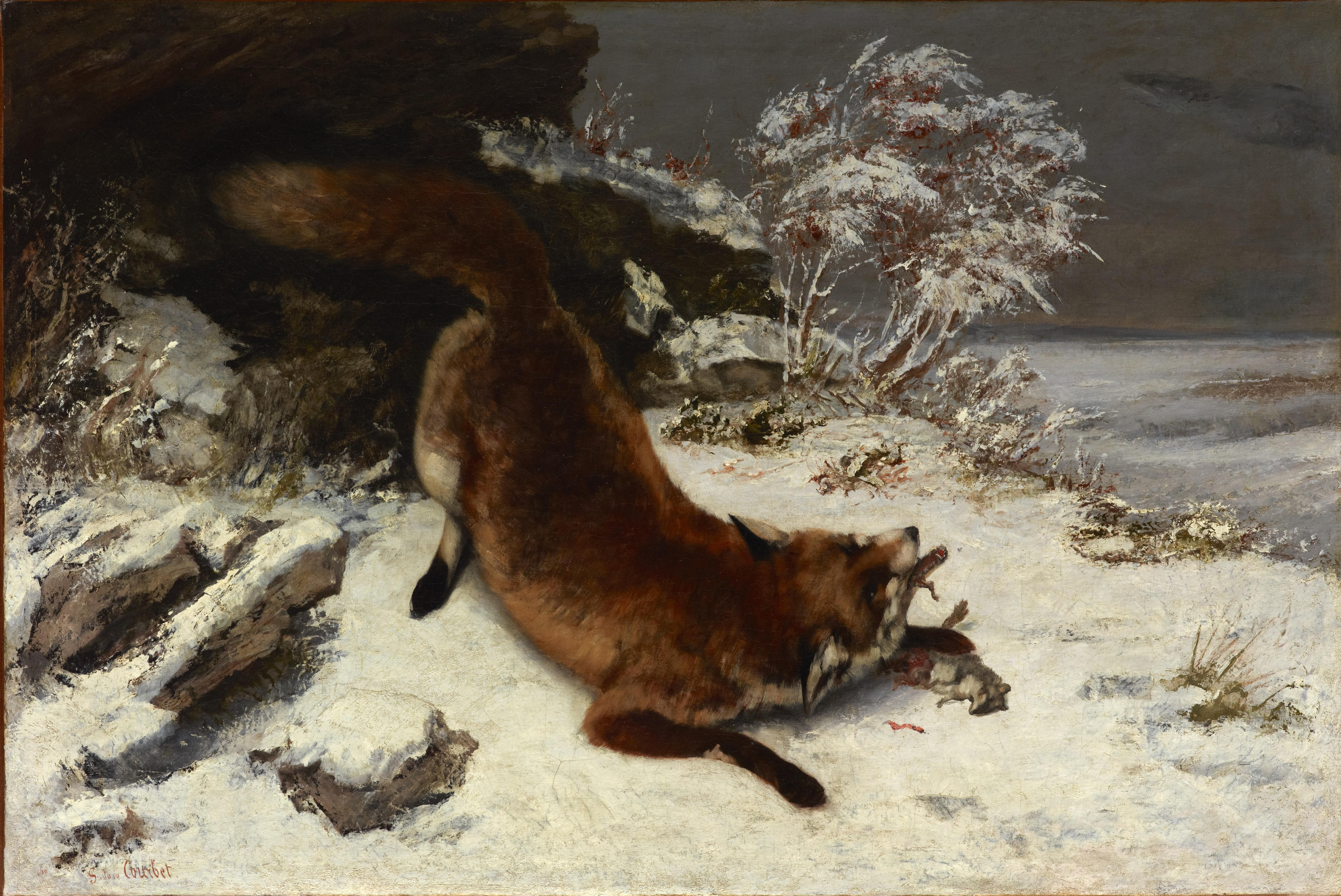
Zorro en la nieve, 1860, Museo de Arte de Dallas.

Tuvo fama de arrogante y efectista; afirmaba que «si dejo de escandalizar, dejo de existir». Algunos le achacaban que provocaba escándalos sólo para entretener a las clases biempensantes y que, en realidad, su arte se mantenía fiel a cierta exquisitez formal. Sin embargo, otras voces, como Delacroix, lamentaban que Courbet malgastaba su habilidad al elegir temas sin un contenido «elevado» y sin «cribar» de ellos muchos detalles «innecesarios». 
Fue uno de los artistas más influyentes en la Francia del momento, a pesar de las polémicas en las que se vio envuelto. Se le otorgó la medalla de la Legión de Honor, pero la rechazó. Afirmaba que quería morir «como hombre libre, sin depender de ningún poder ni religión», si bien accedió a participar en el breve gobierno de la Comuna de París de 1871. El filósofo Proudhon, «padre» del anarquismo, quiso hacer de él un pintor proletario. Creía que el arte podría subsanar las contradicciones sociales. Admitía su compromiso con el socialismo y con el realismo cuando afirmaba: «Acepto con mucho gusto esta denominación. No solo soy socialista, sino que también soy republicano, y en una palabra partidario de cualquier revolución –y por encima de todo realista... realista significa también sincero con la verdadera verdad».[cita requerida] Courbet se convirtió hacia mediados de siglo en el principal representante de la emergente tendencia realista.
Durante la Comuna se le encargó la administración de los museos de París. Tras caer el gobierno revolucionario, fue acusado de la destrucción de la columna Vendôme dedicada a Napoleón Bonaparte. Un consejo de guerra lo condenó a seis meses de prisión y a pagar 300 000 francos. Al salir de la cárcel,  escapó a Suiza (1873) para evitar que el Estado le obligara a pagar la multa; era tan alta que debía ser liquidada a lo largo de 30 años. 
Murió en La Tour du Peilz, localidad próxima a Vevey, víctima de una cirrosis producida por el consumo abusivo de alcohol.

## Obras de Gustave Courbet

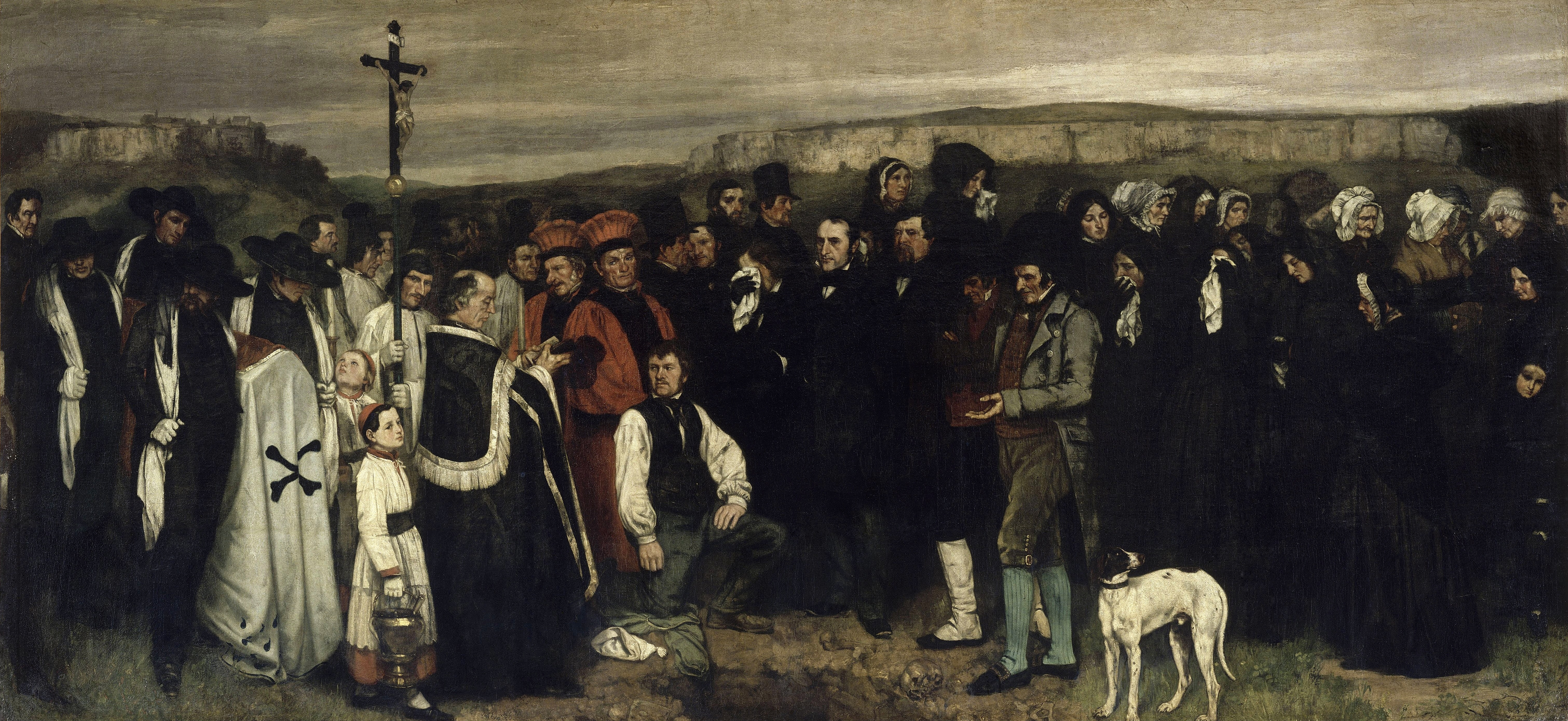
Entierro en Ornans, 1850.

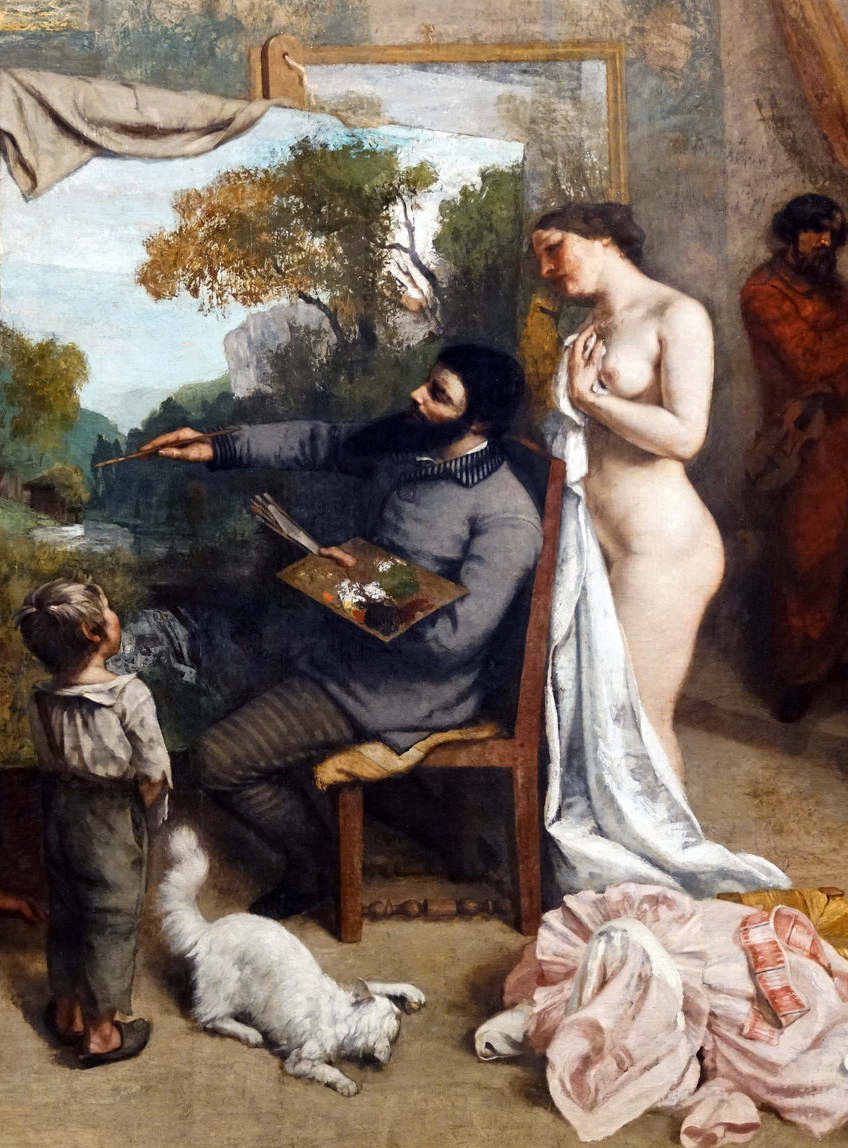
El estudio, detalle, 1855.

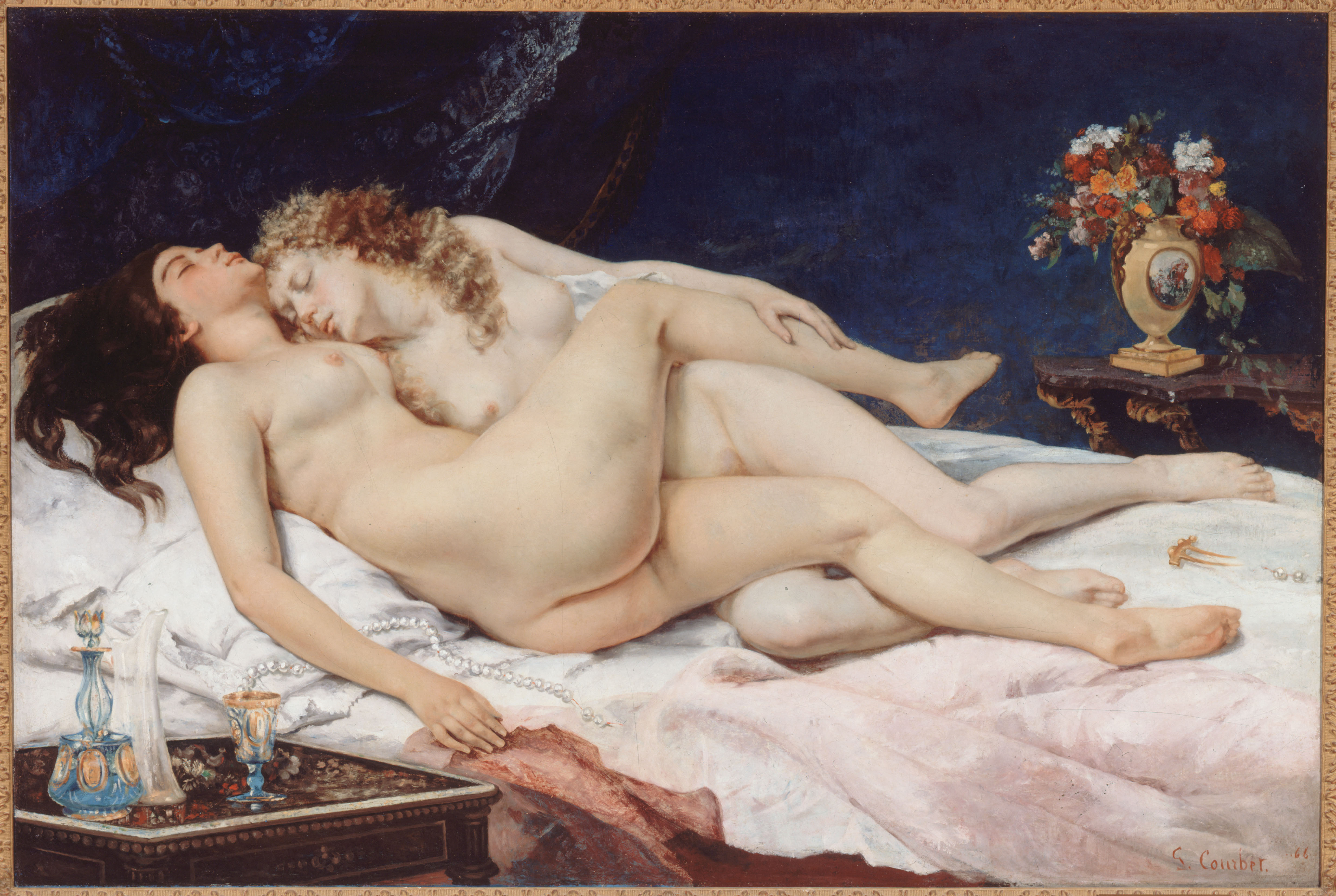
El sueño, detalle, 1866.

En sus inicios se dedicó a la pintura de paisaje, especialmente en los bosques de Fontainebleau, y realizó retratos con algunos rasgos románticos. Pero a partir de 1849 es decididamente realista. Courbet es de hecho el «fundador» del realismo y se le atribuye la invención de dicho término. 
Escoge temas y personajes de la realidad cotidiana, sin caer en el «pintoresquismo» o «folclorismo» decorativo. Su técnica es rigurosa con el pincel, con el pincel plano y con la espátula, pero su mayor innovación es la elección de temas costumbristas como motivos dignos de los grandes formatos, que hasta entonces se reservaban a «temas elevados»: religiosos, históricos, mitológicos y retratos de las clases altas. Reivindicaba la honestidad y capacidad de sacrificio del proletariado y afirmaba que el arte debía plasmar la realidad. En 1867 expone nuevamente en la Exposición Universal de París. Influye y aconseja a los primeros impresionistas
Su naturalismo combativo es patente en sus desnudos femeninos, donde evita las texturas nacaradas e irreales tomadas de la escultura neoclásica. Plasma formas más carnales e incluso el vello corporal que habitualmente se omitía en los desnudos académicos. Ejemplo claro de ello es El origen del mundo.
Sus referencias son los maestros del pasado, como Velázquez, Zurbarán o Rembrandt. Su realismo se convierte en modelo de expresión de muchos pintores, contribuyendo a enriquecer la obra de Cézanne.
- L'embouchure de la Seine, 1841, Palais des Beaux-Arts de Lille
- Autorretrato con perro negro, 1842, Petit Palais, París.
- El desesperado, 1845. El lienzo pertenece a una colección de inversión privada, pero se exhibió en el Museo de Orsay en 2007.[5]
- Retrato del artista, llamado El hombre de la pipa, 1849 ?, Museo Fabre, Montpellier.
- Entierro en Ornans, 1850, conservada en el Museo de Orsay en París. Provocó un escándalo en el Salón de 1850, por el feísmo y vulgaridad de sus personajes. Se aplica un formato grande, académico, a una representación de un tema cotidiano: un entierro, en el que conviven burgueses y campesinos; el tratamiento es sobrio y sencillo. Su fuerte realismo, vinculado con las ideas socialistas, hacen de ella una pintura revolucionaria.
- Los campesinos de Flagey volviendo de la feria, 1850, Museo de Bellas Artes y Arqueología de Besançon.
- Las bañistas, 1853, M.º Fabre, Montpellier.
- Les Bords de la mer à Palavas, 1854, Musée Malraux, Le Havre
- Las cribadoras de trigo (Les Cribleuses de blé), 1854, Museo de Bellas Artes de Nantes.
- ¡Buenos días, señor Courbet!, llamado El encuentro, 1854, Museo Fabre, Montpellier.
- El taller del pintor, llamado Alegoría real o El estudio  1855, Museo de Orsay, París. Es su cuadro más emblemático, considerado una alegoría real de su entorno político, artístico y cultural.
- Cortesanas al borde del Sena o Las señoritas de las orillas del Sena, (1856), Petit Palais, París.
- La Mer à Palavas, (1858), M.º Fabre, Montpellier
- Le Chêne de Flagey, (1864), 90x110 cm, Museo de Arte Murauchi, Tokio
- Las fuentes del Loue, (1864), Kunsthalle de Hamburgo.
- Pierre-Joseph Proudhon et ses enfants (Retrato de Proudhon y sus hijos), (1865).
- Mujer con loro, (1866), 129.5x195.5 cm, Metropolitan Museum of Art, Nueva York
- El origen del mundo, (1866). Desnudo femenino. Largamente oculto, ingresó en el Musée d'Orsay de París y no se exhibió de manera continuada hasta fecha reciente.
- La Trombe, (1866), 43x56 cm, Museo de Arte de Filadelphia, Filadelfia
- El sueño, llamado también Las durmientes, o Pereza, o Las amigas, (1866), Petit Palais, París.
- La remesa de corzos en el arroyo de Plaisir-Fontaine Doubs, (1866), Museo de Orsay, París.
- Arroyo en Brème, Museo Thyssen-Bornemisza, Madrid.
- l'Hiver (1868), 61x81cm, colección privada, Francia.
- La mujer de la ola, (1868), M.M., Nueva York.
- La fuente, (1868), Museo de Orsay, París.
- La vague, 1869, Musée Malraux, Le Havre
- Mer calme, (1869), 59.7x73 cm, Metropolitan Museum of Art, New York
- El mar tormentoso, (1870), Orsay, París.
- Manzanas y granadas en una copa, (1871), National Gallery, Londres.
- Autorretrato en Sainte-Pélagie, (1874), M. Courbet, Ornans.
- Gran panorama de los Alpes, (1877), Museo de Arte, Cleveland.

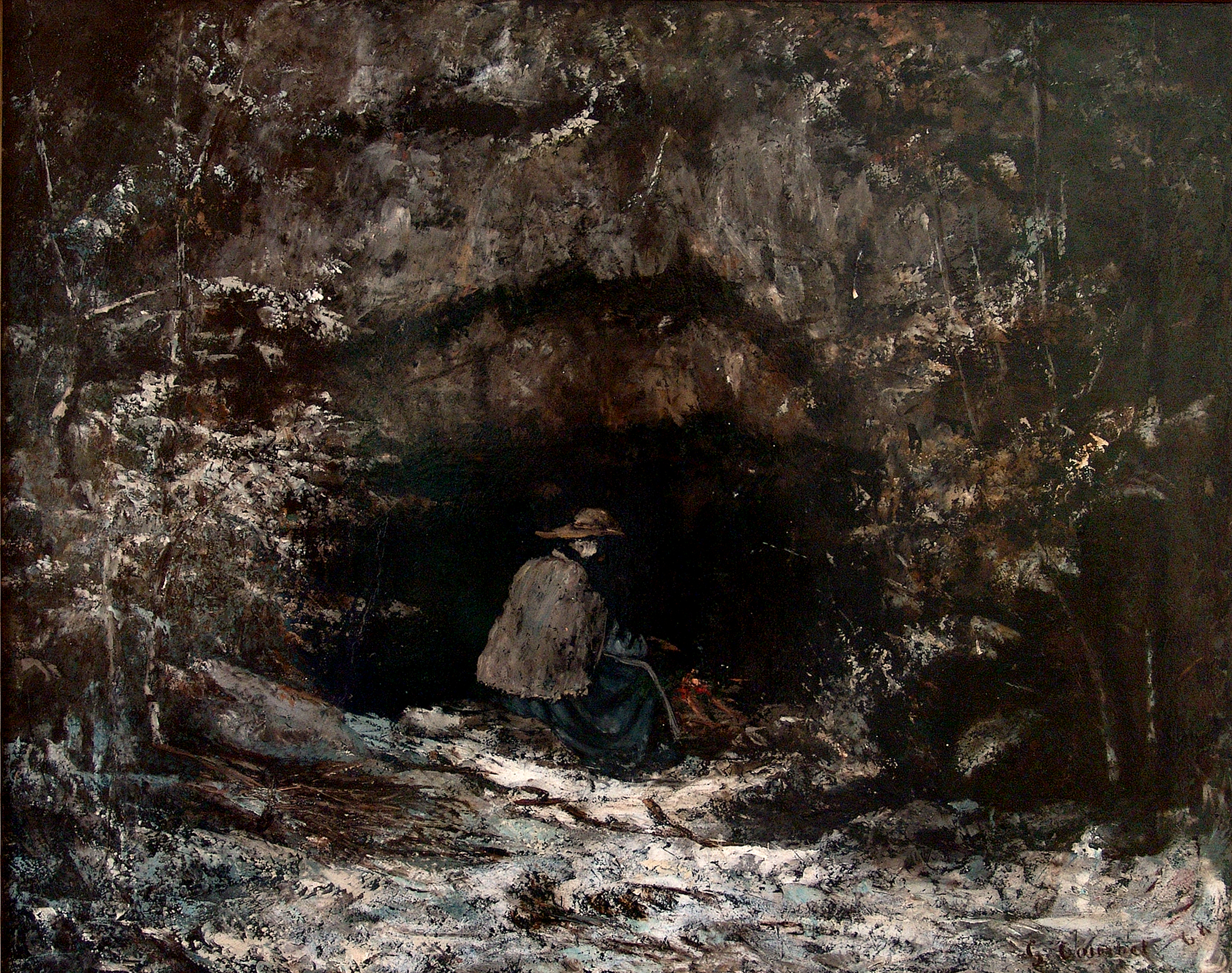
El invierno, 1868
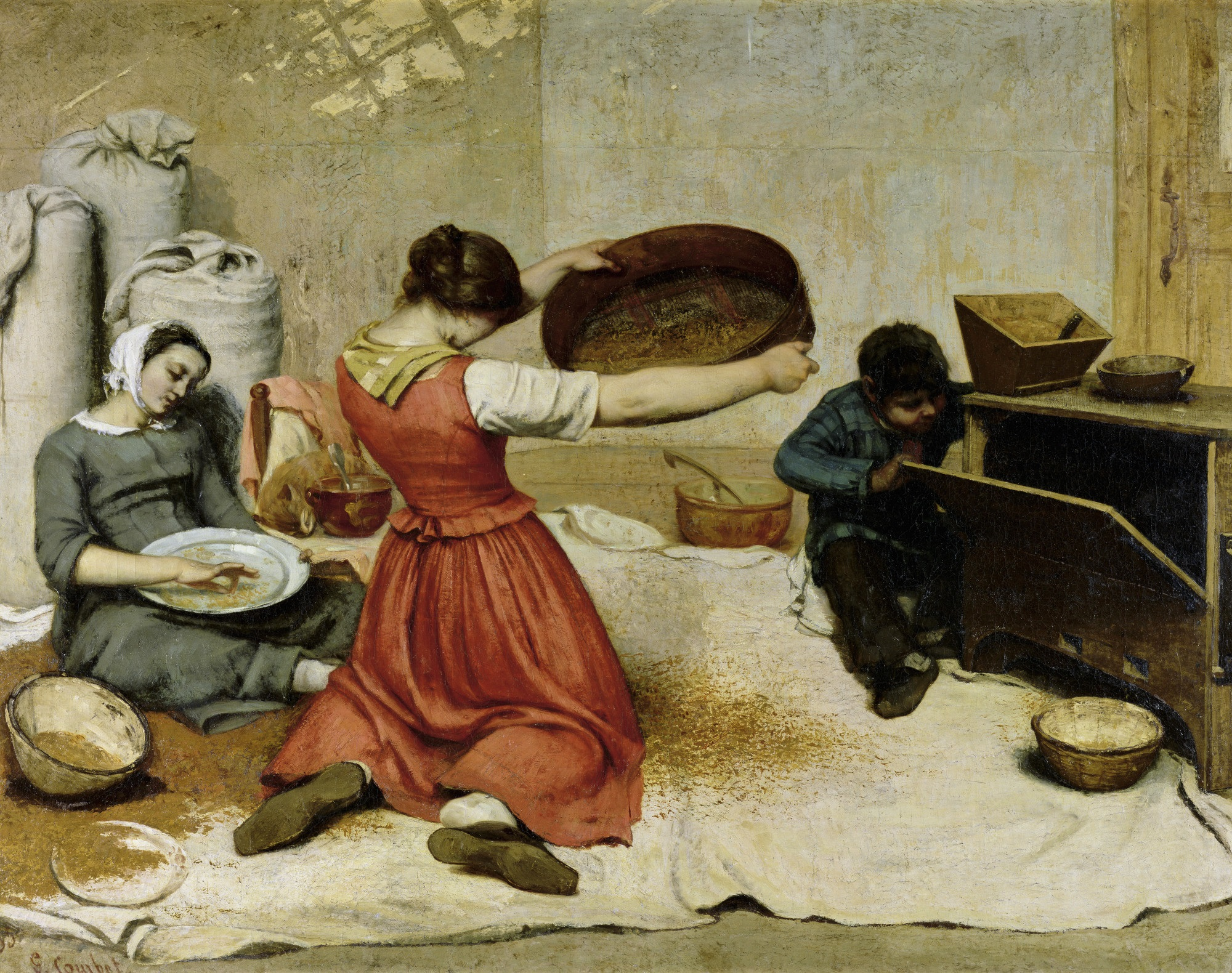
Las cribadoras, 1859
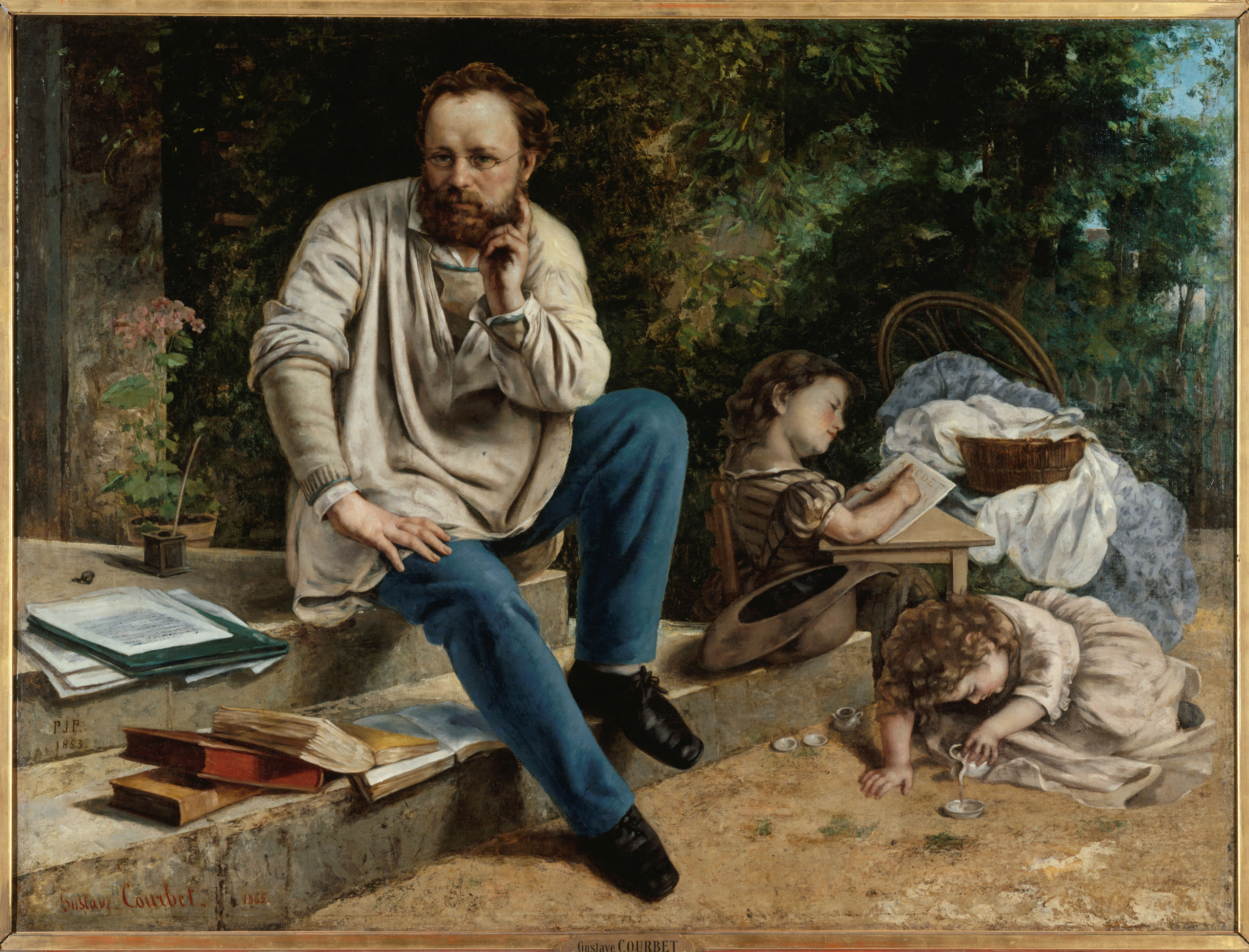
Proudhon y sus hijos, 1865
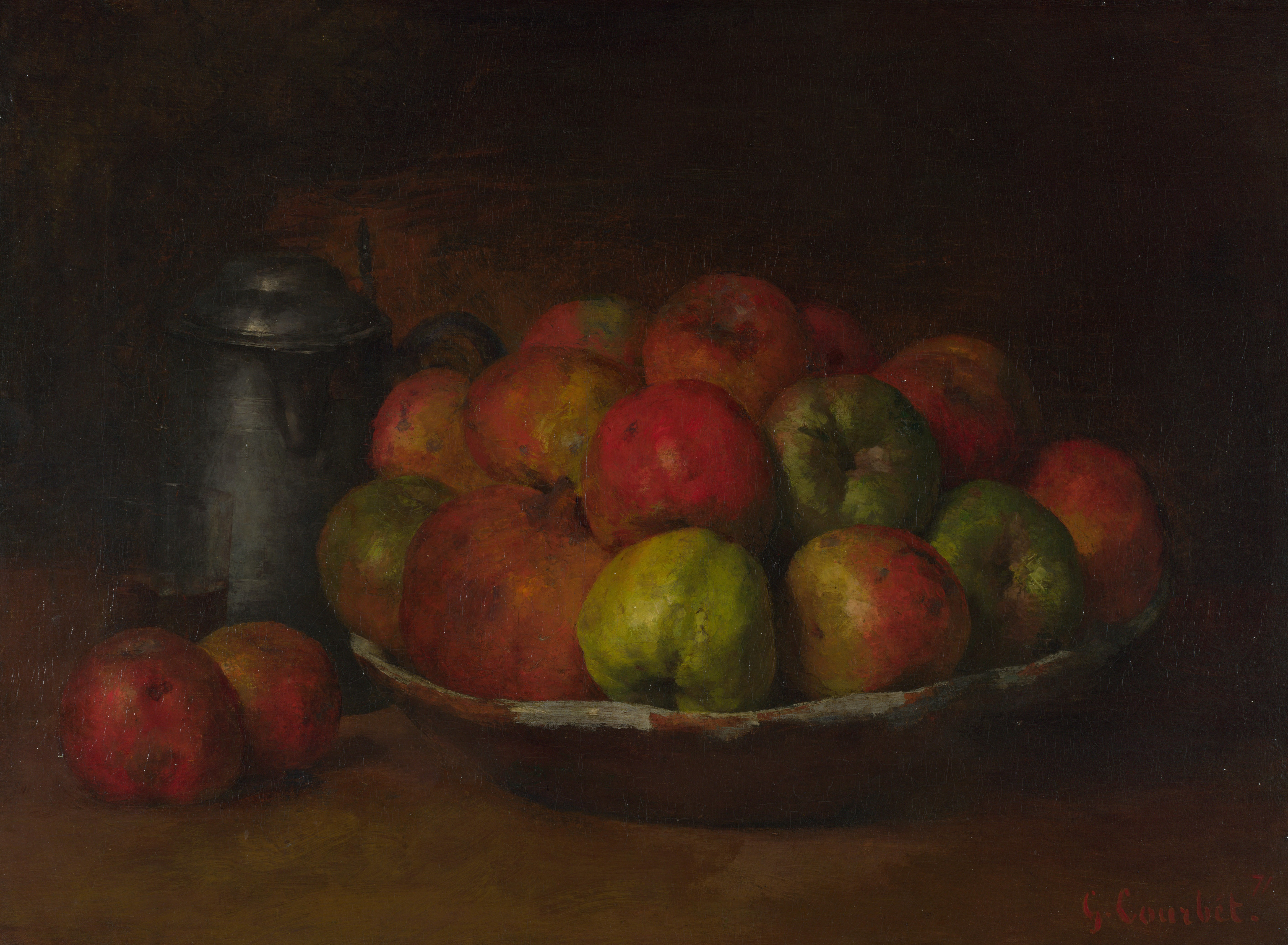
Manzanas y granadas en una copa, 1871
El taller del pintor, alegoría real, determinante de una fase de siete años de mi vida artística (y moral), 1855
El origen del mundo, 1866
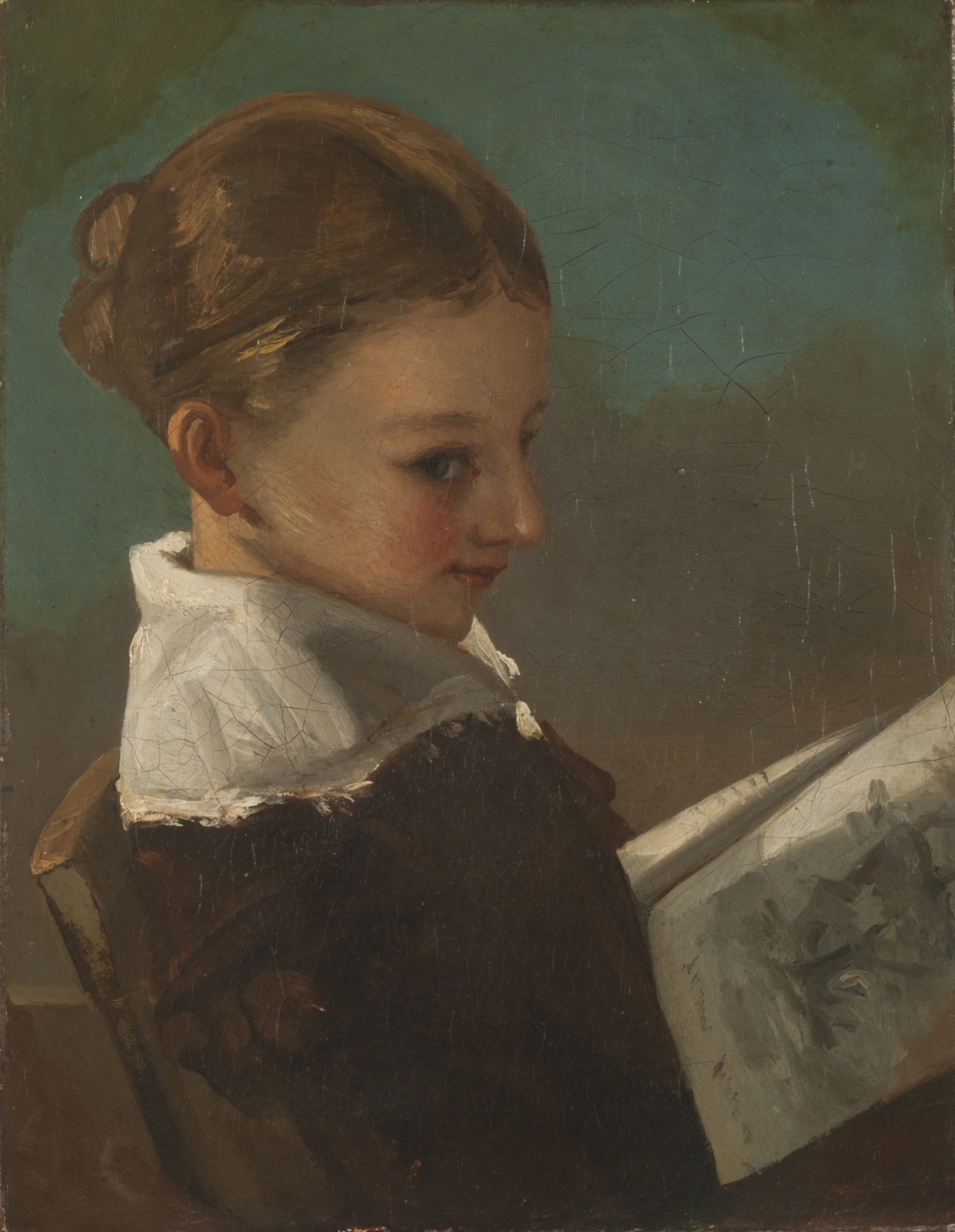
Julieta Courbet a la edad de diez años
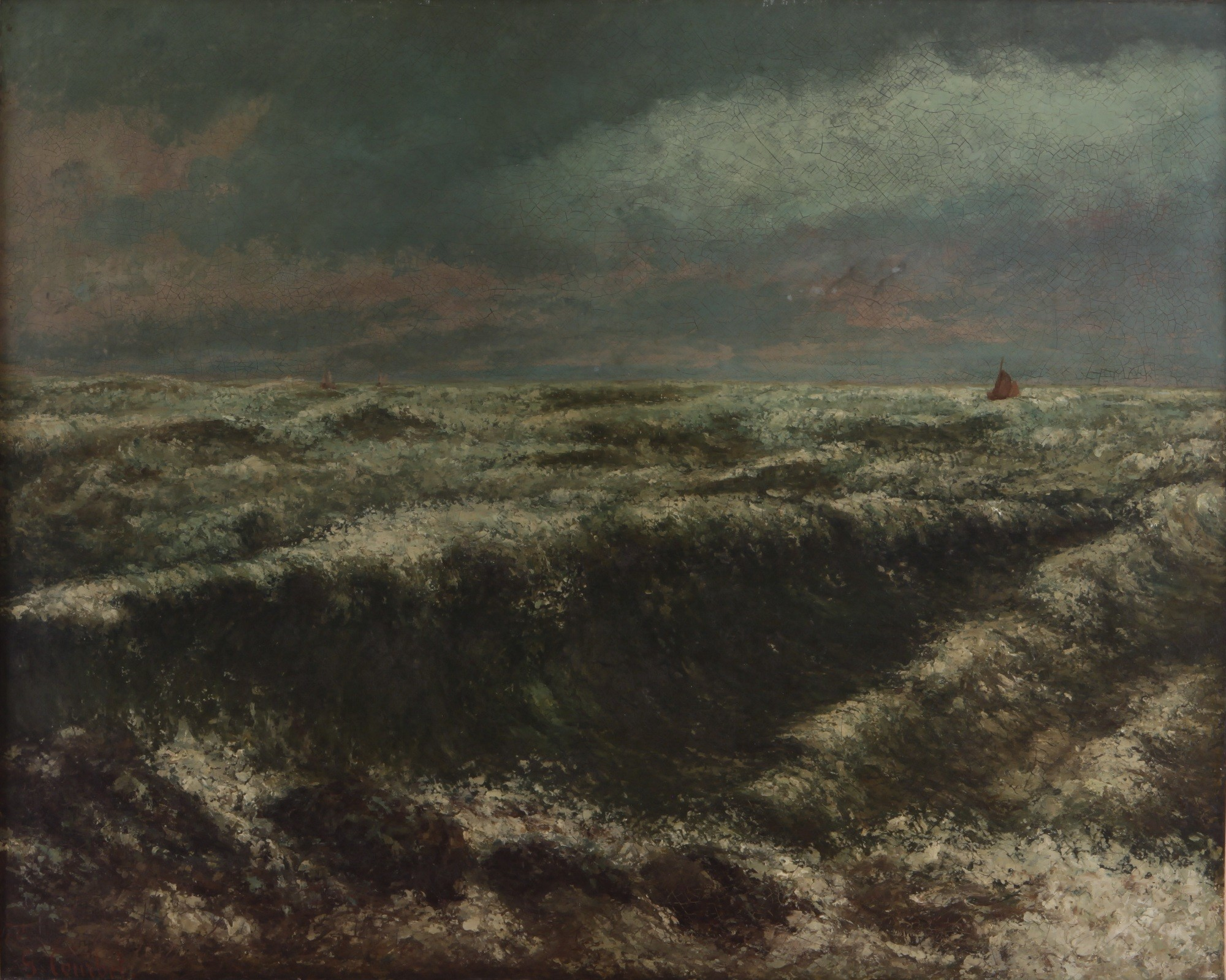
Marina

## Contexto histórico y artístico
Este período posterior a la caída del primer Imperio francés puede entenderse como una época de intensos cambios que se dieron durante la primera mitad del siglo XIX. Se caracterizó por el auge de los movimientos nacionalistas y por las primeras manifestaciones organizadas del movimiento obrero, profundamente influenciado por la Revolución Industrial, que provocó transformaciones sustanciales en las estructuras sociales. En Inglaterra, surgieron los primeros movimientos culturales que sentaron las bases del pensamiento comunista, promovido por Karl Marx y Friedrich Engels. Estas ideas se replicaron en Francia a través de autores que instaban a magnificar el poder de la clase obrera.
Gustave Courbet fue un claro exponente de esta época de cambios. Su postura política y su arte reflejaban un compromiso con los ideales de su tiempo. Courbet sostenía que quería morir «como hombre libre, sin depender de ningún poder ni religión». El filósofo Pierre-Joseph Proudhon, considerado uno de los padres del anarquismo, lo describió como un «pintor proletario». Courbet veía el arte como una herramienta para abordar y corregir las contradicciones sociales. Reconocía su vínculo con el socialismo y el realismo, afirmando: 

«Acepto con mucho gusto esta denominación. No solo soy socialista, sino que también soy republicano, y en una palabra, partidario de cualquier revolución –y por encima de todo realista... realista significa también sincero con la verdadera verdad».